# Cohésif
 (février 2024).
Si vous disposez d'ouvrages ou d'articles de référence ou si vous connaissez des sites web de qualité traitant du thème abordé ici, merci de compléter l'article en donnant les références utiles à sa vérifiabilité et en les liant à la section « Notes et références ».
Cohésif est l'adjectif référant à la notion de cohésion.
Un matériau est dit cohésif, par opposition à friable (ex. : neige) ou liquide (gel), pour signaler son aptitude à rester stable sous l'action de forces internes. Cette propriété est appelée la cohésivité.

## Adhésifs

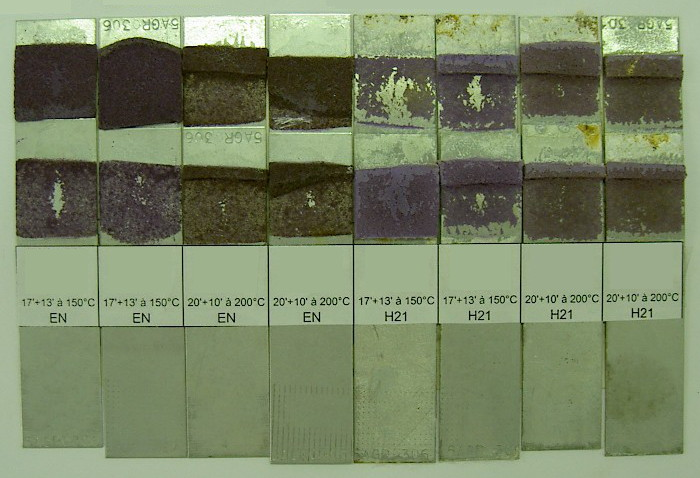
Série de huit éprouvettes de TC d'un adhésif. Il intervient un faciès en majorité RCS.

Pour les adhésifs, on distingue la rupture cohésive (désignation : RC), recherchée, qui intervient dans le corps du matériau, de la rupture adhésive (RA) qui se produit à l'interface avec le substrat. Une rupture cohésive superficielle (RCS), acceptée, est un type intermédiaire. Une faible valeur du type RA (ex. : inférieure à 20 %, exprimée en pourcentage surfacique) est tolérée par certaines normes automobiles.
Le résultat d'un essai de résistance en traction-cisaillement (RTC) (ex. : contrainte de rupture, faciès de rupture) est fortement dépendant de l'épaisseur du joint.